# 拉德韦兹城
拉德韦兹城（法語：Ladevèze-Ville，法語發音：[ladvɛz vil]）是法国热尔省的一个市镇，属于米朗德区。

## 地理
拉德韦兹城（43°32'10"N, 0°3'29"E）面积9.09 平方千米，位于法国奧克西塔尼大區热尔省，该省份为法国西南部内陆省份，北起顺时针与洛特-加龙省、塔恩-加龙省、上加龙省、上比利牛斯省、大西洋比利牛斯省和朗德省接壤。
与拉德韦兹城接壤的市镇（或旧市镇、城区）包括：拉巴蒂里维耶尔、阿尔芒蒂约、拉德韦兹里维耶尔、圣奥尼朗格罗、蒂耶斯特-于拉纽。

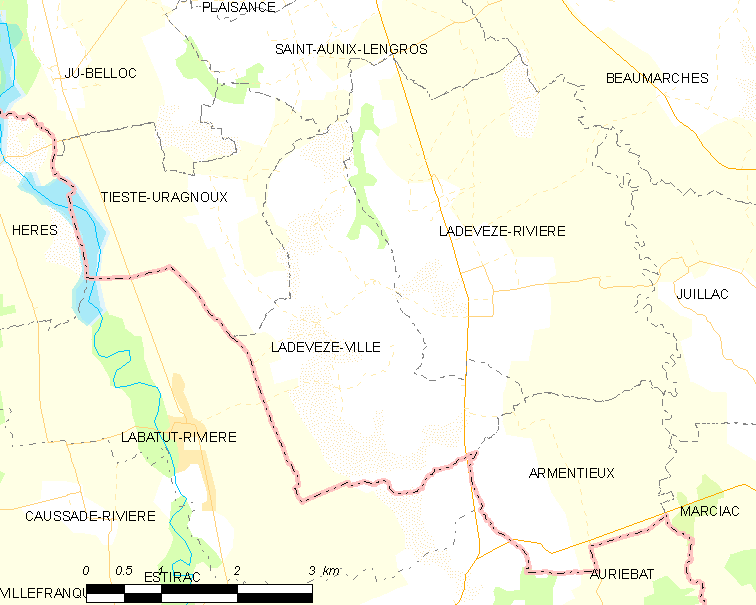
拉德韦兹城的OSM定位图

拉德韦兹城的时区为UTC+01:00、UTC+02:00（夏令时）。

## 行政
拉德韦兹城的邮政编码为32230，INSEE市镇编码为32175。

## 政治
拉德韦兹城所属的省级选区为帕尔迪亚克-下河县。

## 人口

1962-2008年间拉德韦兹城人口变化图示

拉德韦兹城于2022年1月1日时的人口数量为214人。